# Anthony Fainga'a
Anthony S. Fainga'a (Queanbeyan, 2 febbraio 1987) è un rugbista a 15 australiano, tre quarti centro dei Kintetsu Liners in Top League.

## Biografia
Gemello di Saia Fainga'a, nativo di Queanbeyan (Nuovo Galles del Sud) in una famiglia di origine tongana, insieme a suo fratello ha compiuto tutta la trafila delle squadre giovanili e poi professionistiche.
Ingaggiato a livello professionistico nei Brumbies di Canberra insieme a Saia, non gli fu rinnovato il contratto a fine 2008, cosa questa che spinse anche il fratello a lasciare il club e a seguirlo ai Reds, franchise che rappresenta il Queensland in Super Rugby.
Con tale club i due Fainga'a hanno vinto il Super 15 nella stagione 2011, il primo per tale compagine nell'era professionistica.
Negli Wallabies Fainga'a esordì durante il Tri Nations 2010 a Melbourne contro la Nuova Zelanda e ha fatto in seguito parte della squadra che ha vinto il Tri Nations 2011 e che, pochi mesi dopo, si è aggiudicata il terzo posto finale alla Coppa del Mondo di rugby 2011 in Nuova Zelanda.

## Palmarès
- Super Rugby: 1
Reds: 2011